# Eduard Ludwig von Harnier

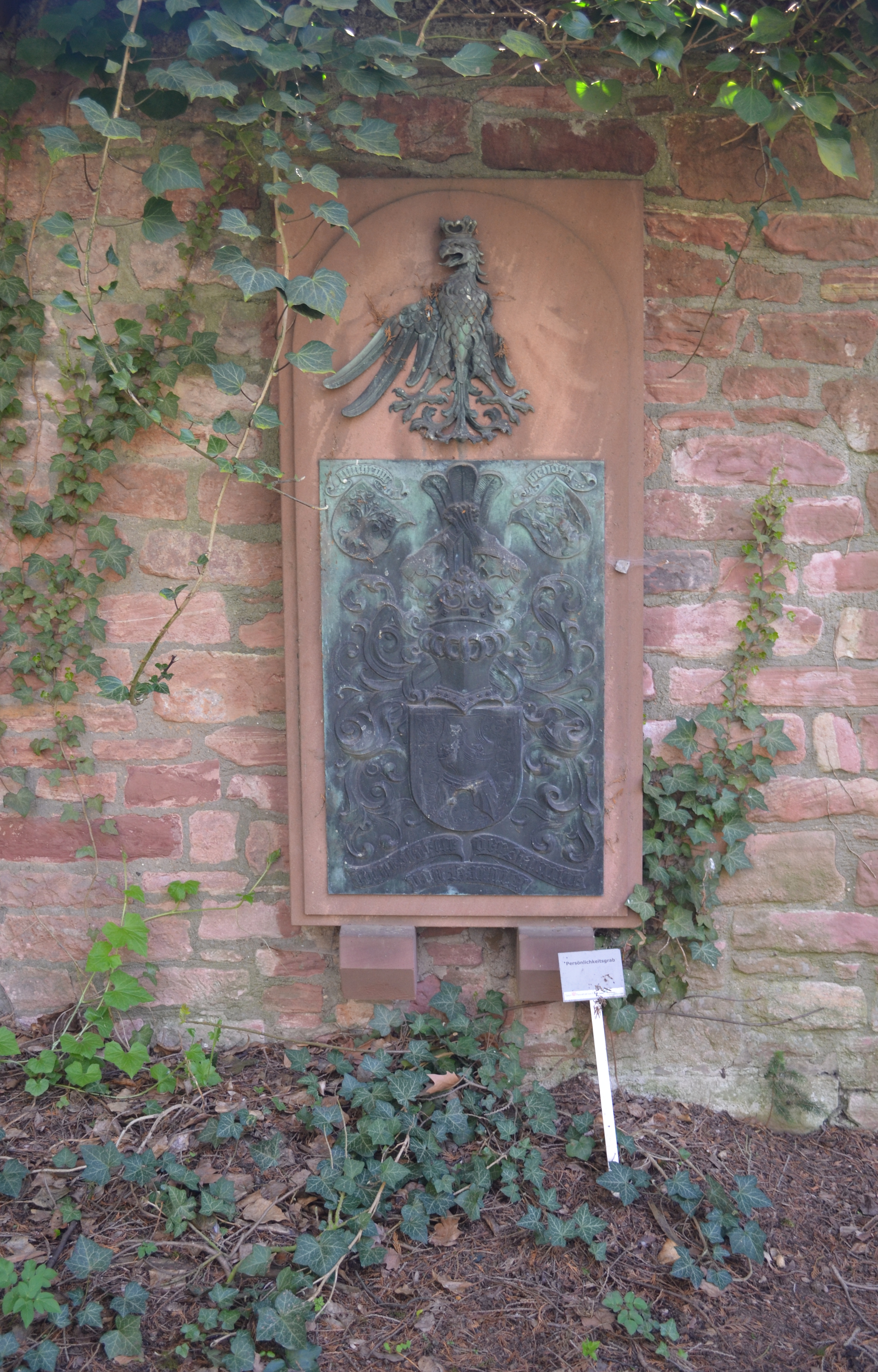
Grab von Eduard Ludwig von Harnier auf dem Hauptfriedhof Frankfurt

Caspar Simon Eduard Ludwig von Harnier (* 23. Januar 1800 in Frankfurt am Main; † 16. April 1868 ebenda) war ein deutscher Jurist und Politiker.

## Vorfahren
Die Familie Harnier stammte aus dem Wallonischen und ist eine um 1650 nach Deutschland eingewanderte Hugenottenfamilie. Seine Eltern waren Vater Louis Harnier (1768–1855) und dessen Ehefrau Christine Arstenius (* 4. März 1764; 13. Februar 1822). Sein Vater gründete 1798 mit seinem Schwager Simon Rüppell (1759–1812) in Frankfurt am Main das Bankhaus Rüppell & Harnier.

## Leben und Werk
Harnier besuchte 1815 bis 1817 das Städtische Gymnasium in Frankfurt und studierte anschließend Rechtswissenschaft in Göttingen und Heidelberg. Während seines Studiums wurde er 1817 Mitglied der Alten Heidelberger Burschenschaft. Nach dem Examen unternahm er umfangreiche Reisen, bevor er sich schließlich als Rechtsanwalt in Frankfurt am Main niederließ. 1825 wurde er zum Ratsschreiber bestellt, 1831 in den Senat der Freien Stadt Frankfurt gewählt. 1843 rückte er auf die Schöffenbank vor und wurde 1845 Syndikus und damit Rat am Appellationsgericht Frankfurt am Main.
1837, 1839 und 1841 wurde er zum Jüngeren Bürgermeister gewählt, 1855, 1857 und 1859 zum Älteren Bürgermeister. Als Senator und Syndikus war er maßgeblich an allen wichtigen Vertragsverhandlungen der Freien Stadt Frankfurt beteiligt, darunter an dem Handelsvertrag mit England (1832), dem Kauf der ehemaligen Johanniter-Kommende von Kaiser Ferdinand I. (1841) und den Verträgen mit dem Deutschen Ritterorden, mit denen die Stadt Frankfurt 1842 die vollständige Souveränität über das Dorf Niederrad erwarb und die Besitztümer des Ordens auf dem Territorium der Freien Stadt übernahm sowie 1845 das Deutschherrnhaus in Sachsenhausen.
1847 vertrat Harnier die Stadt in Leipzig bei der Konferenz zur Ausarbeitung der Allgemeinen deutschen Wechselordnung und 1850/51 bei den Dresdner Ministerialkonferenzen. Vom 7. Januar bis 17. Mai 1848 und von 1851 bis 1860 war Harnier Gesandter der vier Freien Städte beim Bundestag.
Bei seinem Abschied aus dem aktiven Dienst 1862 wurde Harnier am 19. Dezember 1862 in den österreichischen Adelsstand erhoben. Er starb am 16. April 1868. Sein Grab befindet sich auf dem Hauptfriedhof Frankfurt.

### Familie
Er heiratete am 17. Mai 1827 in Frankfurt am Main die Anna Christina Louisa Lindheimer (* 2. Januar 1804; † 17. April 1859), sie war die Tochter des Großkaufmanns Andreas Daniel Ludwig Lindheimer und dessen Ehefrau Susanna Barbara Schindler. Das Paar hatte mehrere Kinder, darunter:
- Sophie Susanne (1828–1902) ⚭ 1852 Franz Osterrieth, Großkaufmann (* 4. Mai 1823; † 27. November 1896)[1]
- Caspar Wilhelm Eduard (1829–1917)
- Anna Elise Luise Christine (1831–1911) ⚭ 1862 Georg Wilhelm Wagner
- Ludwig Adolf (1833–1918), Dr. jur., Königlich-Preußischer Geheimer Justizrat